# Wuhan Airlines
Wuhan Airlines (code AITA WU) (en chinois 武汉航空公司) est une ancienne compagnie aérienne chinoise qui a fusionné dans China Eastern Airlines.

## Flotte
- 2 Boeing 737-36R Registration #: B-2969, B-2988
- 3 Boeing 737-3Q8 Registration #: B-2918, B-2919, B-2928
- 1 Boeing 737-3S3 Registration #: B-2976
- 2 Boeing 737-86R Registration #: B-2660, B-2665
- 5 Yunshuji Y-7 Registration #: B-3442, B-3443, B-3471, B-3472, B-3479
- 3 Xian MA60 Registration #: B-3430, B-3431, B-3432 (Maintenant  China Eastern Airlines)

## Incidents et accidents
La compagnie aérienne a eu le malheur d'être l'une des rares compagnies aériennes impliquées dans un orage  fatal. Le 22 juin 2000, un vol Wuhan Airlines allant de Enshi à Wuhan a été contraint à cercler pendant 30 minutes en raison d'orages. L'avion s'est finalement écrasé sur les rives de la rivière Han dans le district de Hanyang, tous ont péri tous à bord. En outre, le crash a également tué  7 personnes sur le terrain (voir Wuhan Airlines Flight 343 (en)),,.

## Galerie

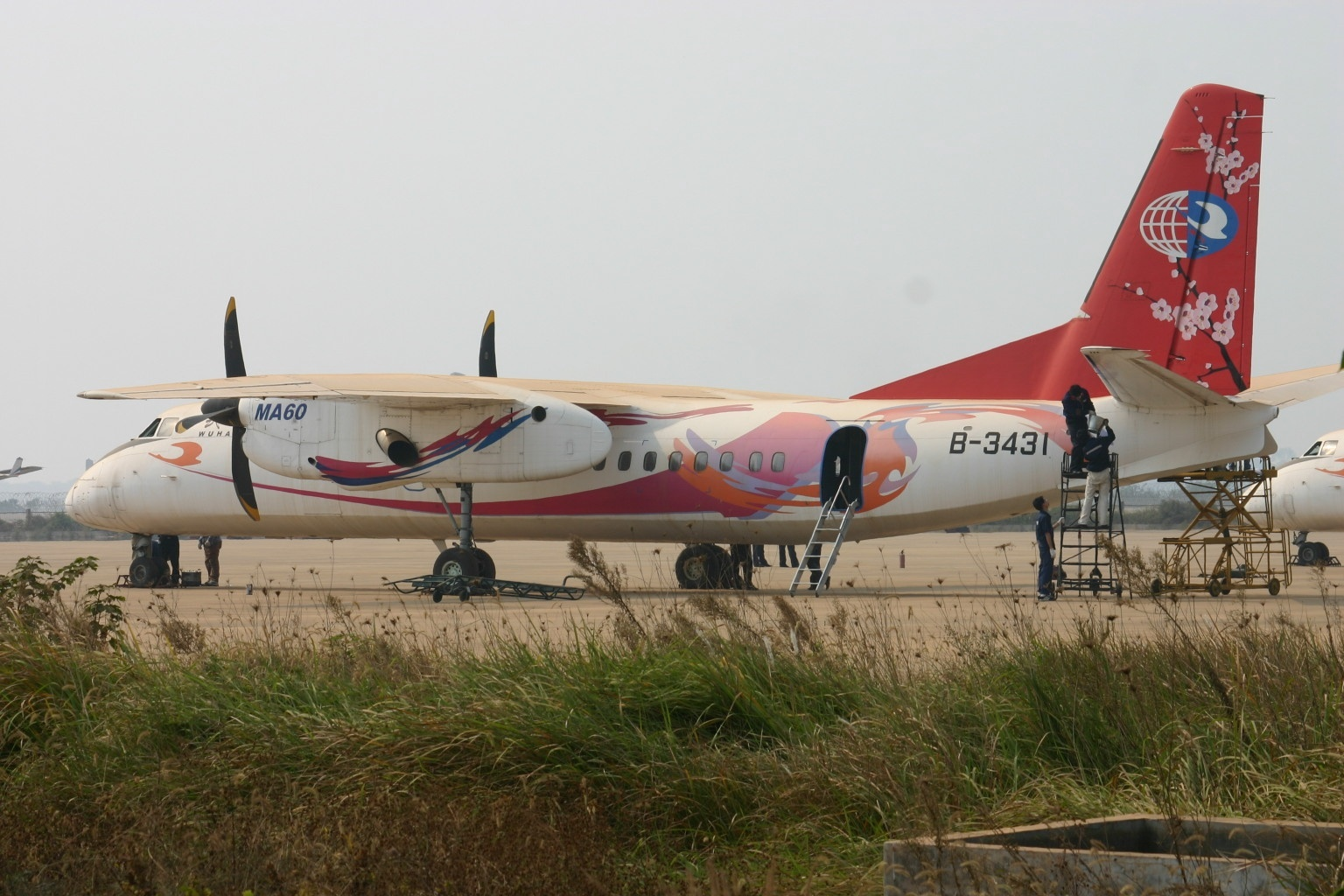
B-3431 Yunshuji
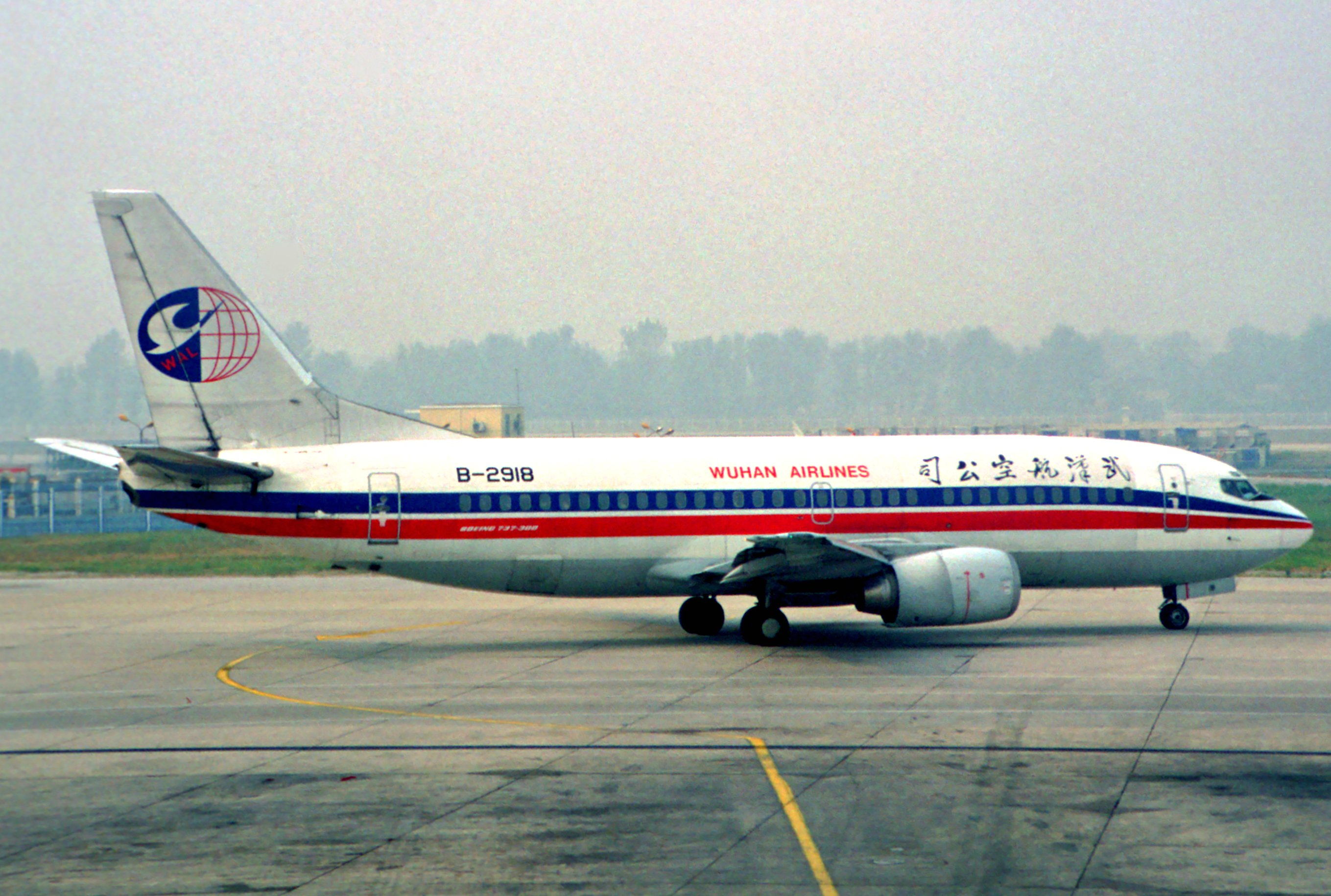
Boeing 737 de Wuhan Airlines en 1998
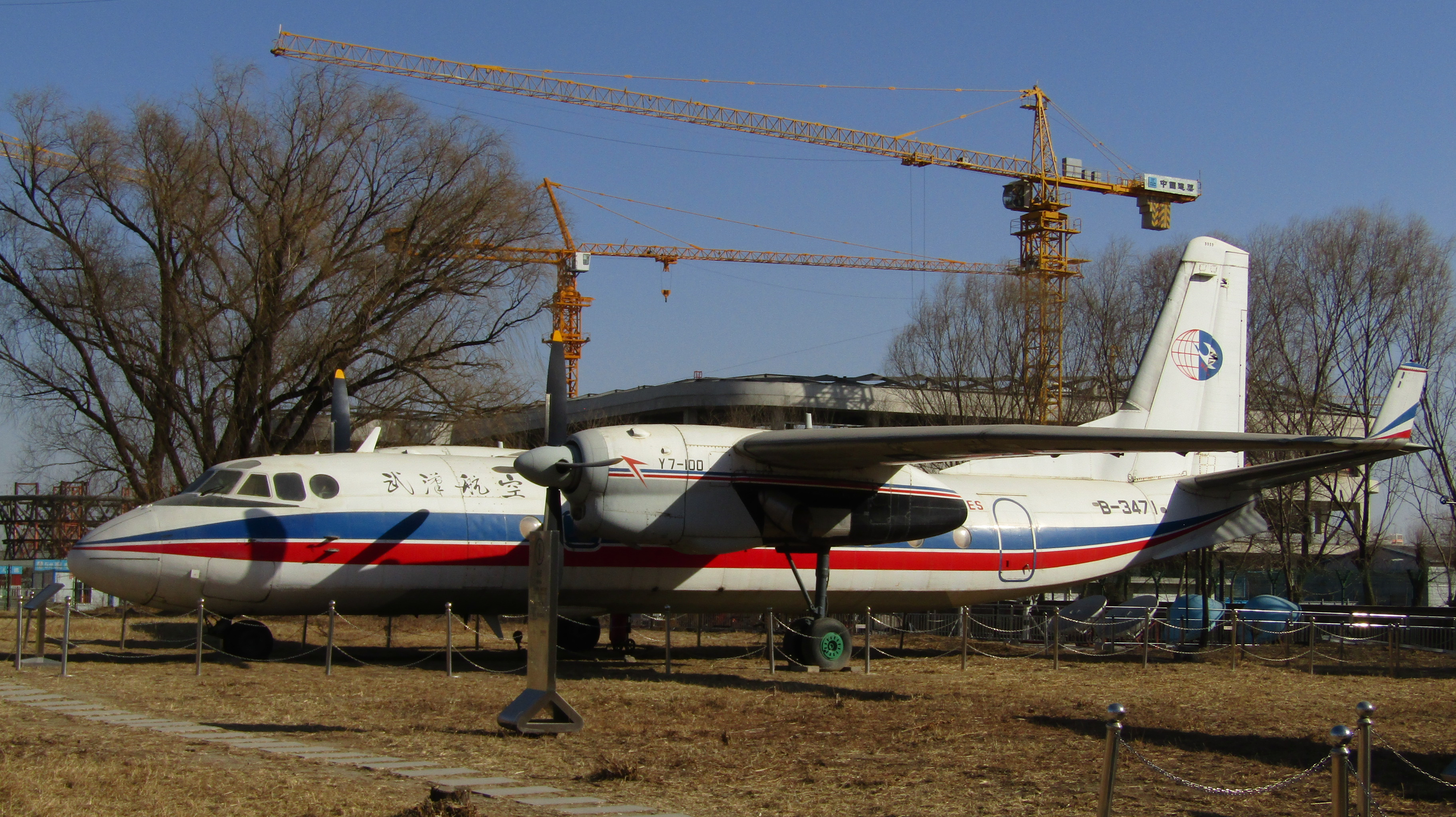
Xian Y-7-100 au musée de l'aviation de Pékin